# Nina Častová
Nina Častová (1. června 1955[rozpor] – 16. srpna 2010) byla v Česku působící matematička a vysokoškolská pedagožka. Zabývala se integrálními transformacemi a aplikovanou geofyzikou. Kandidaturu věd složila v roce 1972 na VŠB s prací v oboru aplikace matematiky v geofyzice. Habilitaci měla tamtéž a ve stejném oboru v roce 1997.

## Dílo
- ČASTOVÁ, Nina; MÜLLER, Karel. Statisticko-informační přístup při řešení interpretace křivek VES na samočinných počítačích. Sborník vědeckých prací Vysoké školy báňské v Ostravě.  Ostrava: Vysoká škola báňská, 1974, roč. 20, čís. 3, s. 109–119. Dostupné online. ISSN 0474-8476.
- ČASTOVÁ, Nina; ŠARMANOVÁ, Jana; ŠARMAN, Arnošt. Programování v jazyce Tesla-Fortran. 1. vyd. Ostrava: Vysoká škola báňská, 1978. 180 s.
- ČASTOVÁ, Nina; GRMELA, Arnošt. Hydrogeologie: vybrané kapitoly z meteorologie a hydrologie. Ostrava: Vysoká škola báňská, 1982. 148 s.
- BOHÁČ, Zdeněk; ČASTOVÁ, Nina. Základní numerické metody. 1. vyd. Ostrava: Vysoká škola báňská, 1985. 83 s.
- ČASTOVÁ, Nina; ŠARMANOVÁ, Jana. Počítače a algoritmizace. 4. vyd. Ostrava: Vysoká škola báňská, 1987. 188 s.
- ČASTOVÁ, Nina; KALÁB, Zdeněk. Waveletová transformace digitálních záznamů lokálních zemětřesení. Sborník vědeckých prací Vysoké školy báňské v Ostravě.  Ostrava: Vysoká škola báňská, 2000, roč. 46, čís. 1, s. 9–19. ISSN 0474-8476.